# Fuentes de la Concordia
Las fuentes de la Concordia (en francés: Fontaines de la Concorde) son dos fuentes monumentales situadas en la plaza de la Concordia en el centro de París en Francia. Fueron diseñadas por Jacques Ignace Hittorff, y completadas en 1840 durante el reinado del rey Louis-Philippe. La fuente sur conmemora el comercio marítimo y la industria de Francia, y la fuente al norte conmemora la navegación y el comercio en los ríos de Francia.
Antes de la Revolución Francesa, durante el período 1753-1772, cuando la plaza se llamaba plaza de Luis XV, el arquitecto Jacques-Ange Gabriel diseñó un plan para una monumental estatua de Luis XV con dos fuentes, pero debido a la falta de agua, nunca se llevó a cabo. Gabriel hizo terminar el edificio de la Secretaría de Marina con vistas a la plaza - su presencia más tarde influyó en la elección de los temas para las Fontaines de la Concorde.